# 鈴木久美江
鈴木 久美江（すずき くみえ、1949年5月2日 - ）は、日本の元陸上競技選手。専門は走高跳で、元日本記録保持者である。現在の本名は井街 久美江（いまち くみえ）。

## 来歴
千葉県千葉市出身。小学生の頃から「とんだりはねたりする」ことが好きだったという。中学生時代から陸上競技に取り組む。1年生の時に全日本中学校放送陸上競技大会の走高跳に落選したことで、翌年を目指して注力することになった。桐朋女子中学校2年と3年で連続して走高跳で全国1位となる。当時は高校生とともに練習し、週に2回ほど東京教育大学のグラウンドで村木征人（三段跳）や鳥居義正（棒高跳）らの練習に加わり、指導を受けたという。
中学3年生時の1964年、東京オリンピックで開会日を担当する聖火ランナー8人に選ばれ、中村清の指導を受けた。10月10日の当日は明治神宮外苑の聖徳記念絵画館前から国立競技場千駄ヶ谷門までの区間を走り、最終ランナーの坂井義則に聖火を引き継いだ。このとき、坂井の顔が青かったため、聖火台で点灯後に笑顔を見せたことに「ホッとした」と後年語っている。
桐朋女子高等学校から東洋大学に進学。東洋大学時代の1970年と1971年に日本陸上競技選手権大会の走高跳で連覇。
1971年5月1日、国立競技場でおこなわれたスポニチ選抜陸上で1m73cmの日本記録を樹立。
1972年3月に東洋大学を卒業し、スポーツニッポン新聞社の関連会社であるスポニチサービスセンターに入社して競技を続けた。スポーツニッポン新聞社では鈴木のためにスポーツニッポン陸上競技部を創設したほどであった。だが、鈴木は大学4年の最後で足首を故障したことが祟って目標としていたミュンヘンオリンピックに出場することが叶わなかった。
鈴木は1年8ヶ月、スポニチサービスセンターに在職したが、在職時には全米女子プロゴルフ協会（LPGA）公認ツアー競技（日本女子プロゴルフ協会共催）のLPGAジャパンクラシック（現在のTOTOジャパンクラシック）の立ち上げにも関わったという。またスポニチを退職した後は女子プロゴルファー：樋口久子のマネージャーも務めた。
後年、自身を含めた東京オリンピック開会日の聖火ランナーが誰も選手としてオリンピックに出場できなかったことを「残念」と述べている。
2019年12月15日に放送されたNHK大河ドラマ『いだてん〜東京オリムピック噺〜』最終回に、1964年東京オリンピック聖火ランナーの「鈴木久美江」として登場した（演者は清田みくり）。劇中の鈴木は坂井義則に「がんばって!」と声をかけたが、実際の場面では「坂井さん、大丈夫ですか?」であったと2020年の取材に対して述べている。なお、2023年までに放送されたNHK大河ドラマの実在の登場人物で、最も新しい年代に生まれた人物である。